# Humber Hawk
La Hawk è un'autovettura costruita dalla Humber, del gruppo Rootes, dal 1945 al 1967. La berlina montava un motore a 4 cilindri. È stata prodotta in diverse serie.

## Le Humber Hawk Mark I & II
Le versioni Humber Hawk Mark I e II sono state prodotte dal 1945 al 1949. È stato il primo modello della Casa automobilistica britannica lanciato dalla fine della seconda guerra mondiale. Non era una vettura innovativa. Si basava molto sulla Hillman 14 hp, modello costruito dal 1938 al 1940.
Il motore derivava da quelli installati sulla Hillman 12 negli anni trenta, aveva una cilindrata di 1944 cm³, valvole laterali, e quattro cilindri. Il propulsore muoveva l'assale rigido posteriore attraverso un cambio manuale a 4 marce con leva posta al centro del pavimento.
Il modello era un quattroporte con sei finestrini laterali (tre per parte), con tettuccio apribile montato di serie. L'avantreno era a ruote indipendenti con molla a balestra trasversale, il retrotreno l'asse era sostenuto da una balestra semiellitica.
La Mark II fu lanciata nel settembre del 1947 con pochi rimaneggiamenti sull'aspetto e sulle peculiarità tecniche. L'innovazione più importante fu il comando del cambio al volante.
La vettura raggiungeva i 105 km/h di velocità massima.

## Dalla Humber Hawk Mark III alla Mark V
La Humber Hawk Mark III fu una vettura totalmente rinnovata rispetto alla Mark II. Fu lanciata al salone dell'automobile di Londra nell'ottobre del 1948. Rispetto al modello precedente, mantenne il motore e la trasmissione. La linea della vettura fu progettata dallo studio di Raymond Loewy; i fanali anteriori separati furono abbandonati, insieme ai parafanghi anteriori divisi. L'avantreno era ruote indipendenti con molle elicoidali ed il retrotreno fu anche riprogettato con trasmissione a coppia ipoide. Montava un cambio manuale.
Nel 1950 fu lanciata la Mark IV; era più larga ed aveva installato un motore di 2267 cm³ di cilindrata e ruote più grandi, più precisamente di 38 mm (in totale).
La Humber Hawk Mark V fu lanciata nel 1952. Ci fu un restyling della parte anteriore delle vettura e fu disponibile una versione lussuosa del tipo limousine.
Nel 1951 una Humber Hawk Mark IV fu provata dal periodico “The Motor”. L'esemplare raggiunse la velocità massima di 114.9 km/h e accelerò da 0 e 97 km/h in 30 secondi. Il consumo di carburante era di 11,7 litri ogni 100 km. Il test costò 850 sterline incluse le tasse.
Le vetture furono prodotte in 10040 esemplari per la Mark III, 6492 per la Mark IV e 14300 per la Mark V.

## Dalla Humber Hawk Mark VI alla VIA
Il maggior cambiamento rispetto alle versioni precedenti fu l'installazione di valvole in testa al motore da 2267 cm³ di cilindrata. Il nuovo modello era più lungo e nel 1955 fu lanciata sul mercato una versione giardinetta con portellone.
Nell'aprile del 1956 fu commercializzata la Mark VIA. I cambiamenti sulle soluzioni tecniche e sull'aspetto esteriore furono minimi. Ci fu invece una profonda revisione degli interni, che furono installati più lussuosi. Il cambio aveva una marcia di riposo ed era anche fornito automatico come optional.
La versione giardinetta della Mark VI fu provata dal periodico “The Motor” nel 1956. Raggiunse la velocità massima di 128,3 km/h e accelerò da 0 e 97 km/h in 25,2 secondi. Il consumo di carburante era di 12.4 litri ogni 100 km. Il test costò 1405 sterline incluse le tasse.
Le vetture furono prodotte in 18836 esemplari di Mark VI e 9614 di Mark IVA.

## Dalla Humber Hawk Serie I alla IVA

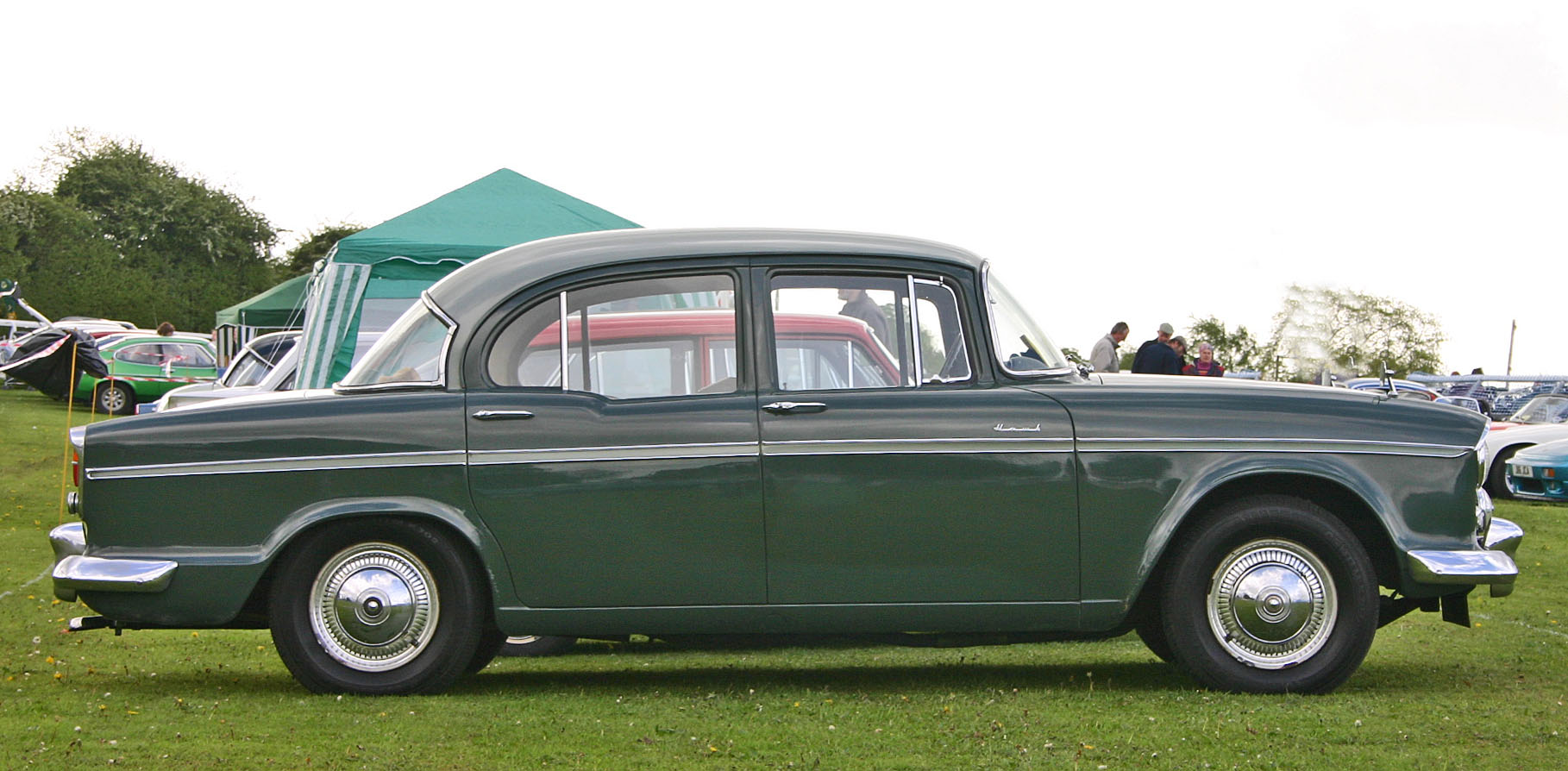
Una Humber Hawk Serie III

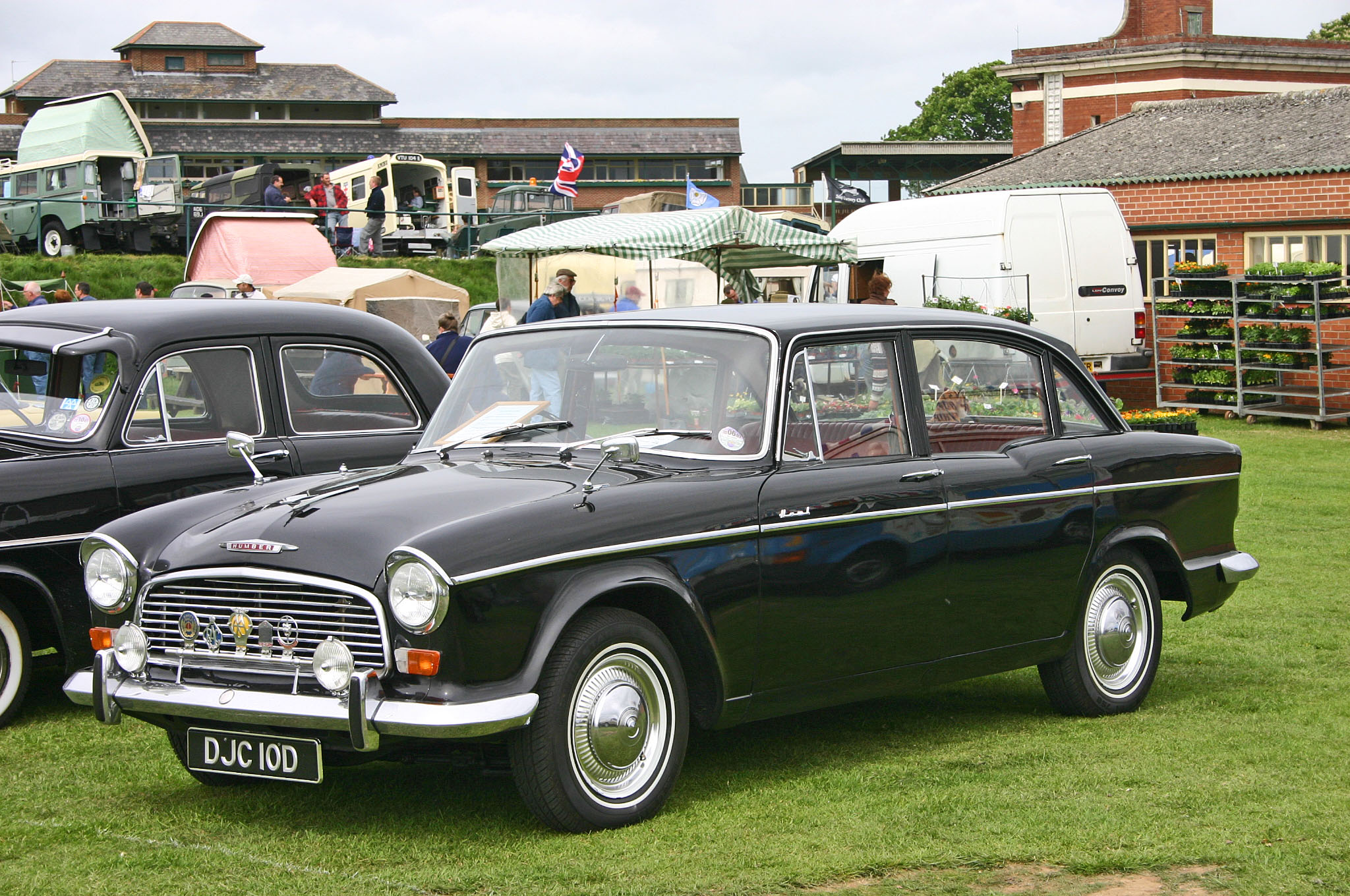
Una Humber Hawk Serie IV

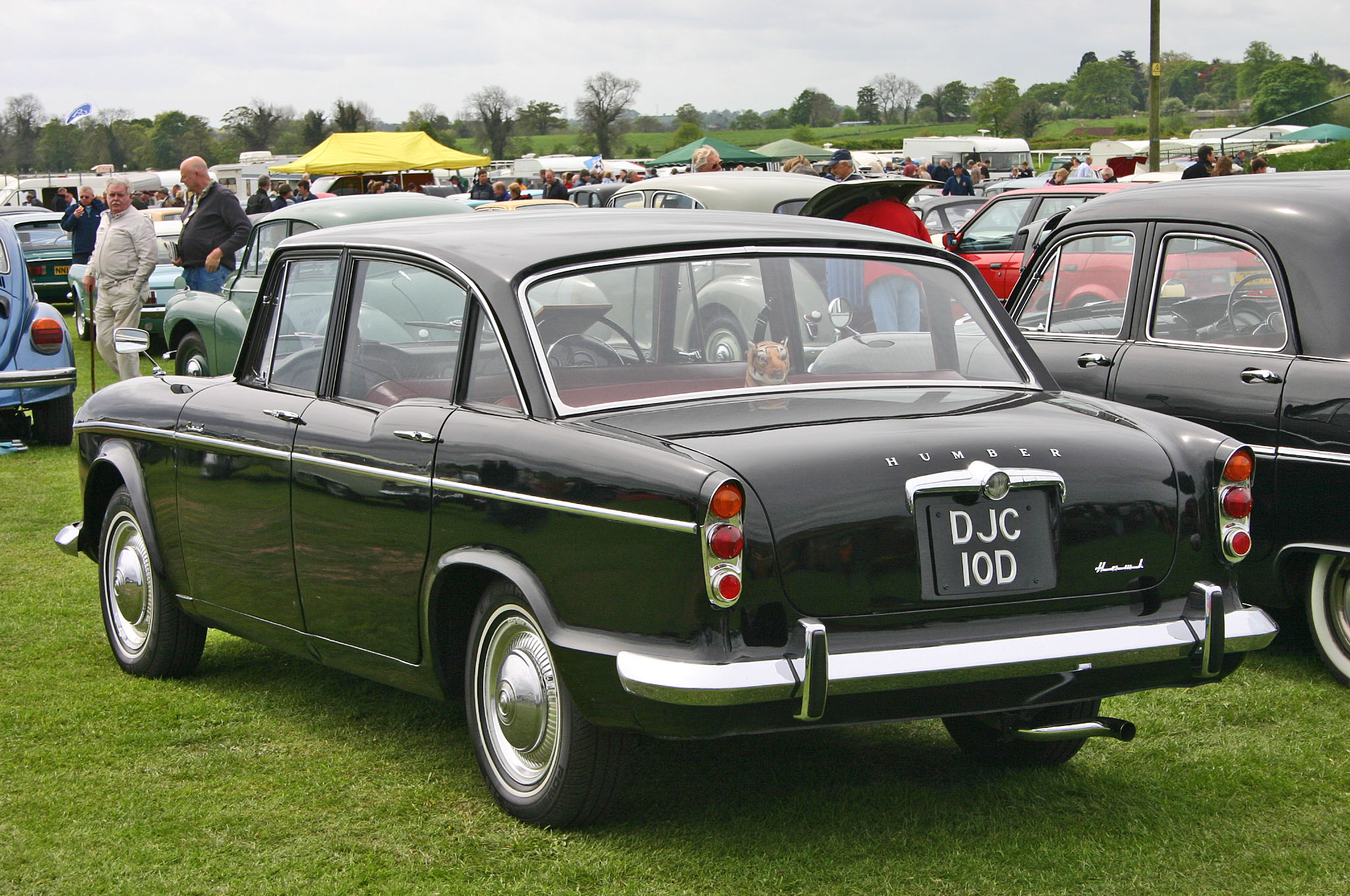
Una Humber Hawk Serie IV con un lunotto più piatto

Queste serie di vetture furono completamente rinnovate rispetto alle serie precedenti. Fu mantenuto il motore da 2267 cm³ e fu introdotta la trasmissione a 4 rapporti con cambio automatico. La linea fu progettata negli studi della Rootes; fu predisposto un parabrezza totalmente nuovo e più ampio. Era di tipo avvolgente e assomigliava a quello installato sulle Chevrolet del 1955. Fu prodotta anche la versione giardinetta.
Furono costruiti diversi modelli della vettura, ognuno delle quali si distingueva da un differente numero di serie.
La serie 1A del 1959 aveva differenti rapporti del cambio e piccole differenze negli allestimenti.
La serie II fu lanciata sul mercato nell'ottobre del 1960; aveva installati freni a disco servoassistiti. La trasmissione automatica non era disponibile per il mercato britannico.
La serie III fu commercializzata nel settembre del 1962 con un serbatoio del carburante più capiente ed un più grande lunotto. Per il mercato estero fu ritirata la versione con cambio automatico.
Modifiche più radicali apparvero con la serie IV, nell'ottobre del 1964. Il tettuccio fu reso più piatto, il lunotto più grande ed un finestrino posteriore laterale fu aggiunto dietro a quello delle portiere posteriori. Fu installato un cambio sincronizzato e una barra anti-vibrazioni.
Il cambio automatico fu reintrodotto come optional con la serie IVA nel 1965.
La produzione fu di 15539 per la serie I, 6813 per la IA, 7230 per la II, 6109 per la III, 1746 per la IV e 3754 per la IVA).
Una delle vetture della serie I fu provata dal periodico “The Motor” nel 1957. Raggiunse la velocità massima di 135 km/h e accelerò da 0 e 97 km/h in 19.7 secondi. Il consumo di carburante era di 12.6 litri ogni 100 km. Il test costò 1261 sterline incluse le tasse.
Dopo la fine della produzione della Hawk, il gruppo Rootes si concentrò su segmenti di mercato più popolari, senza più offrire modelli di fascia alta o medio-alta. Una rarità portata dalla Hawk per il mercato britannico era l'aver commercializzato una versione giardinetta derivate da auto di fascia alta. In seguito al pensionamento della Hawk, il mercato anglosassone delle grandi giardinette divenne per lungo tempo dominio della Volvo 145 e dei modelli che la seguirono.